# シンガポール・マリオット・ホテル

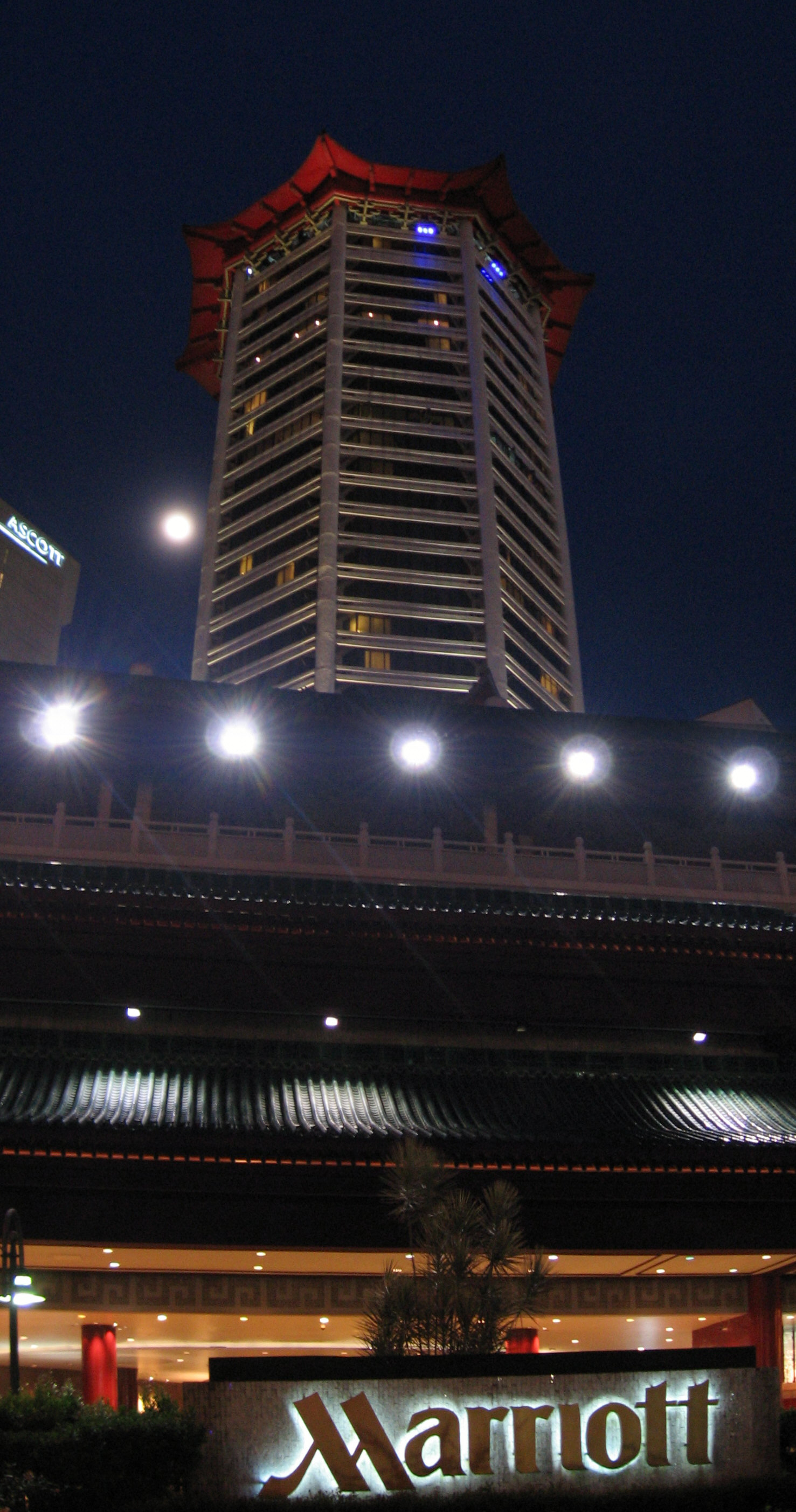
シンガポール・マリオット・タンプラザ・ホテル

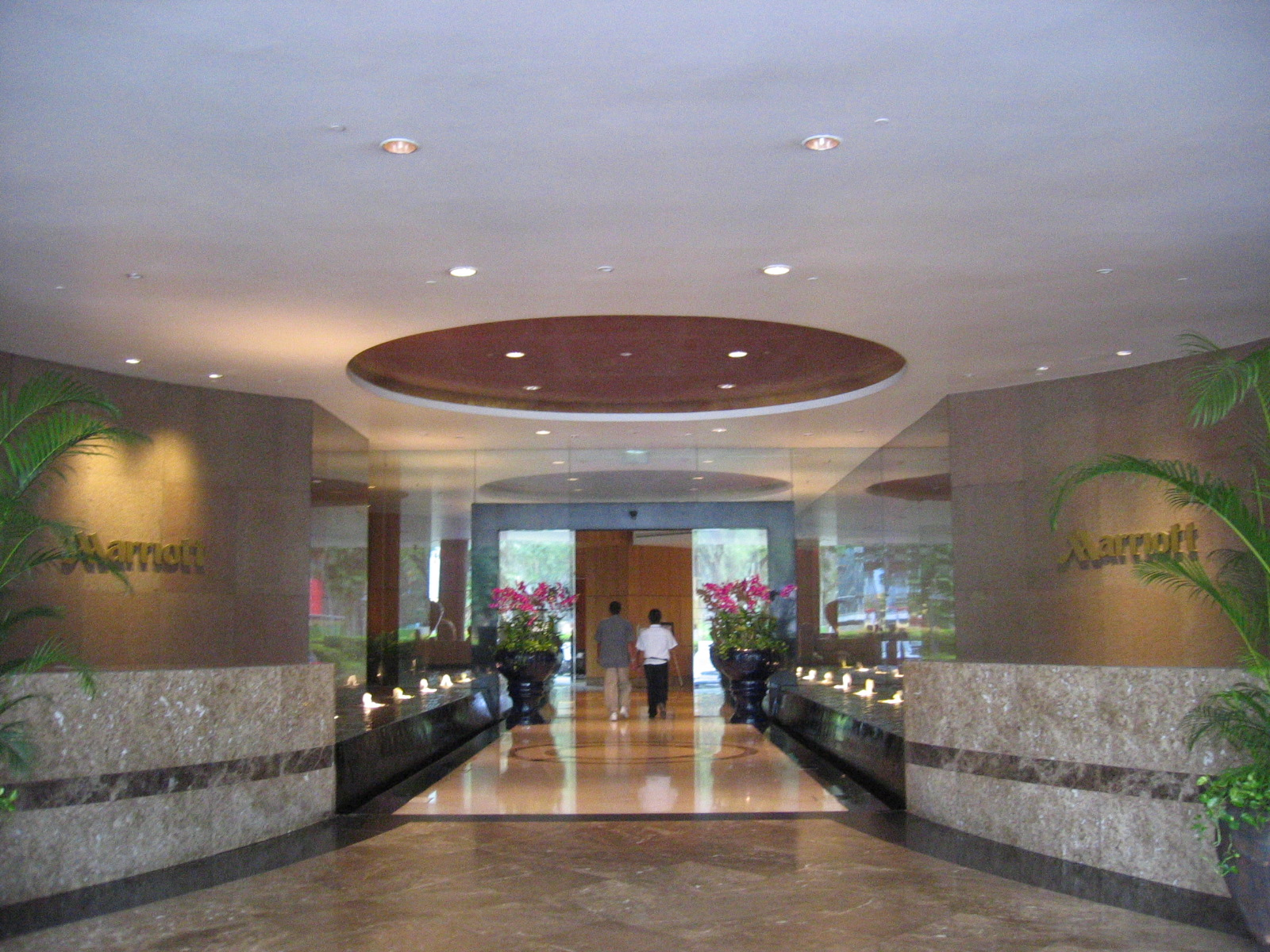
エントランスの通路。通路の両端にある照明付近から水が流れ落ちている

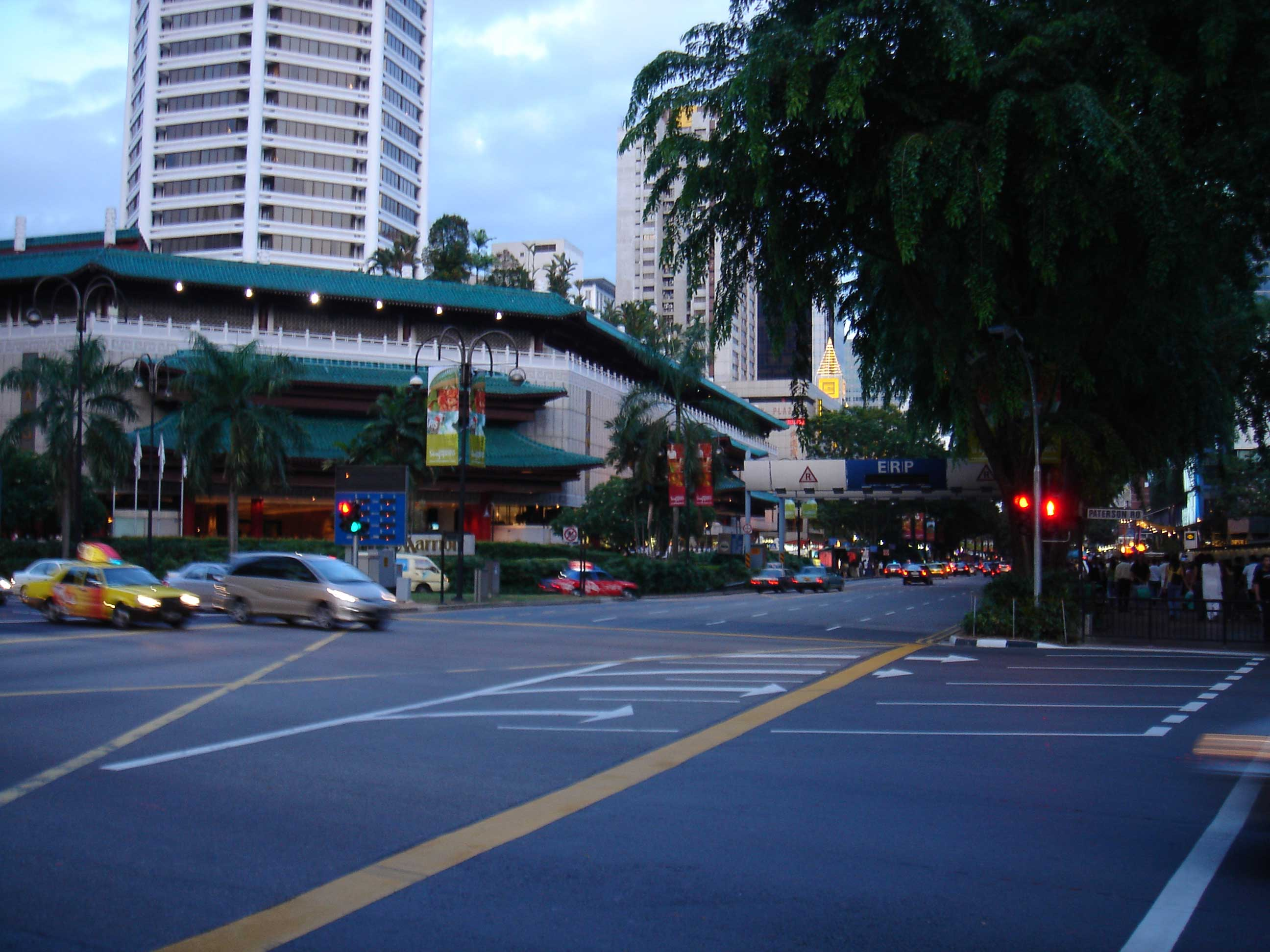
写真の左側の建物がシンガポール・マリオット・タンプラザ・ホテル。写真手前から右側後方奥への道路がオーチャードロード、写真左側から交差点への道路がスコッツロード、交差点から写真右側への道路がパターソンロードである

シンガポール・マリオット・タンプラザ・ホテル(Singapore Marriott Tang Plaza Hotel)は1982年に開業したシンガポールの最高級ホテルである。旧ホテル名はダイナスティ・ホテル。

## 特徴
このホテルはシンガポールのメインストリートであるオーチャードロードとスコッツロードの角に位置し、MRTオーチャード駅に直結している。風水を意識して、エントランスの通路の両端で水が効果的な演出を醸し出している。
客室の面積は、スタンダードで30～35平方メートルで、全室ともシャワーとバスタブが独立している。
オリエンタル調の外観を持つホテルで、総客室数は373室である。

## 施設
- マリオット カフェ(Marriott Café)　多国籍料理
- クロスロード カフェ(Crossroads Café)　オープンカフェ
- プール グリル(Pool Grill)　モダン南欧料理
- 万豪軒(Wan Hao Chinese Restaurant)　広東料理
- ロビー ラウンジ(Lobby Lounge)　カクテル
- ザ リビング ルーム(The Living Room)　バー
- バー ノーン(Bar None)　バー
- プール　屋外に1か所

など